# Meteorus komensis
Meteorus komensis är en stekelart som beskrevs av Wilkinson 1927. Meteorus komensis ingår i släktet Meteorus och familjen bracksteklar. Inga underarter finns listade i Catalogue of Life.